# アントニー郡
アントニー郡 （アントニーぐん、フランス語: Arrondissement d'Antony）は、フランス、イル＝ド＝フランス地域圏、オー＝ド＝セーヌ県の郡。2021年の人口は406,344人。

## 小郡
1. アントニー小郡
2. バニュー小郡
3. ブール＝ラ＝レーヌ小郡
4. シャトネ＝マラブリー小郡
5. シャティヨン小郡
6. クラマール小郡
7. フォントネー＝オー＝ローズ小郡
8. マラコフ小郡
9. モンルージュ小郡
10. ル・プレシ＝ロバンソン小郡
11. ソー小郡
12. ヴァンヴ小郡

## コミューン
| 1. アントニー (92002)                        | 2. バニュー (92007)      | 3. ブール＝ラ＝レーヌ (92014)         | 4. シャトネ＝マラブリー (92019)   |
| 5. シャティヨン (オー＝ド＝セーヌ県) (92020) | 6. クラマール (92023)    | 7. フォントネー＝オー＝ローズ (92032) | 8. ル・プレシ＝ロバンソン (92060) |
| 9. マラコフ (92046)                          | 10. モンルージュ (92049) | 11. ソー (オー＝ド＝セーヌ県) (92071) | 12. ヴァンヴ (92075)              |